# Argyresthia albistria
Argyresthia albistria је врста ноћног лептира (мољца) из породице Argyresthiidae.

## Опис
Argyresthia albistria је мали ноћни лептир са предњим крилом кестенасто-браон боје, обично са кремасто-белом пругом од главе до отприлике једне трећине дужине крила. Задња крила су сиве боје. Гусеница је бледо зелене боје. Распон крила је од 9 до 12 мм.

## Распрострањење и станиште
Овај лептир је распрострањен широм Европе. У Србији је врста ретко налажена. Насељава различита станишта у којима је присутна биљка Prunus spinosa.

## Биологија
Адулти се срећу у јулу и августу. Привлачи их светлост. Хибернирају у стадијуму гусенице. Гусенице излазе у пролеће и хране се трњином (Prunus spinosa).

## Синоними
- Erminea albistria Haworth, 1828